# Pelagueia Xain
Pelagueia Xain   (krai de Perm, 19 d'abril de 1894 - Moscou, 27 d'agost de 1956) Pelagueia Fiódorovna Xain, va ser una astrònoma russa a la Unió Soviètica, i la primera dona amb el descobriment d'un planeta menor, a l'Observatori de Simeiz, el 1928. Pelageya també va descobrir nombroses estrelles variables i va codescobrir el cometa periòdic de la família Júpiter 61P/Shajn – Schaldach. Estava casada amb el destacat astrònom soviètic Grigori Xain.

## Biografia
Pelagueia Xain va néixer el 1894 en el si d'una família camperola del poble d'Ostanin situat al districte de Solikamsky de la governació de Perm. Era l'esposa del destacat astrònom soviètic Grigori Xain, que també era la seva universitat a l'Observatori de Simeiz. El seu nom de soltera era Sannikova (Санникова). El 1928 va descobrir l'asteroide 1112 Polonia, el primer planeta menor descobert per una dona. Va morir el 27 d'agost de 1956, poc després que el seu marit hagués mort el 4 d'agost del mateix any.
Premis i distincions
L'asteroide del cinturó principal 1190 Pelagia, descobert el 1930 per Grigory Neujmin que treballava a Simeiz, va ser nomenat en honor seu. A més, l'asteroide 1648 Shajna va ser nomenat en la memòria del seu marit i ella, mentre que el cràter lunar Shayn va rebre el nom exclusiu del seu marit.

## Descobriments
Els seus descobriments astronòmics s’acrediten amb el nom de P. F. Shajn. Igual que amb el seu marit, el seu cognom, "Shajn", de vegades es dona com a "Schajn", "Shain" o "Shayn", sent aquest últim la transliteració moderna en anglès.
Pelageya Shajn va descobrir 19 planetes menors (vegeu la llista següent) i unes 140 estrelles variables. El 1949, també va descobrir el 61P / Shajn – Schaldach, un cometa periòdic de la família Júpiter. Tanmateix, el cometa no periòdic C / 1925 F1 (Shajn-Comas Solá; també conegut com el cometa 1925 VI o el cometa 1925a) va ser codescobert pel seu marit més que per ella.

### Llista de planetes menors descoberts
| 1112 Polonia    | 15 August 1928    | list |
| 1113 Katja      | 15 August 1928    | list |
| 1120 Cannonia   | 11 September 1928 | list |
| 1121 Natascha   | 11 September 1928 | list |
| 1369 Ostanina   | 27 August 1935    | list |
| 1387 Kama       | 27 August 1935    | list |
| 1390 Abastumani | 3 October 1935    | list |
| 1475 Yalta      | 21 September 1935 | list |
| 1610 Mirnaya    | 11 September 1928 | list |
| 1648 Shajna     | 5 September 1935  | list |

| 1654 Bojeva       | 8 October 1931    | list |
| 1735 ITA          | 10 September 1948 | list |
| 1954 Kukarkin     | 15 August 1952    | list |
| 1987 Kaplan       | 11 September 1952 | list |
| 2108 Otto Schmidt | 4 October 1948    | list |
| 2445 Blazhko      | 3 October 1935    | list |
| 3080 Moisseiev    | 3 October 1935    | list |
| 3958 Komendantov  | 10 October 1953   | list |
| 5533 Bagrov       | 21 September 1935 | list |